# Ben Bova

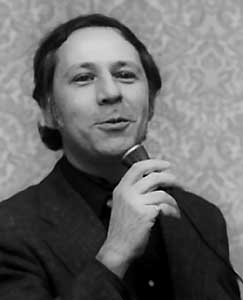
Ben Bova (1974)

Benjamin William Bova (* 8. November 1932 in Philadelphia, Pennsylvania; † 29. November 2020 in Naples, Florida) war ein US-amerikanischer Science-Fiction-Autor.

## Leben
Ben Bova studierte Journalismus, war Redakteur einiger Raumfahrt-Zeitschriften und wurde Marketing-Manager eines Forschungslaboratoriums. Auch am US-amerikanischen Raumfahrtprogramm arbeitete er mit.
1972 wurde Bova Herausgeber des Magazins Analog Science Fiction and Fact, nachdem sein Vorgänger John W. Campbell gestorben war. Er wechselte 1978 zu dem neuen Magazin Omni und blieb dort bis 1982. Für seine Leistungen als Herausgeber erhielt er sechsmal den Hugo Award.
Neben diesen Tätigkeiten schrieb er Romane sowie Erzählungen für Science-Fiction-Magazine. Im deutschen Sprachraum wurde er vor allem mit seiner Reihe The Grand Tour bekannt, darunter die Romane Mars, Venus, Jupiter und Saturn.
Er war Präsident der National Space Society und Vorsitzender der Science Fiction and Fantasy Writers of America (SFWA). An der California Coast University erwarb er 1996 den Grad Doctor of Education.
Für den Roman Titan erhielt Ben Bova 2007 den Campbell Award. 2008 erhielt er den Robert A. Heinlein Award für sein Werk im Bereich Science-Fiction.
Ben Bova starb am 29. November 2020 88-jährig an COVID-19-bedingten Komplikationen.

## Auszeichnungen
- 1973 Hugo Award in der Kategorie „Professional Editor“
- 1974 Skylark Award
- 1974 Hugo Award in der Kategorie „Professional Editor“
- 1975 Hugo Award in der Kategorie „Professional Editor“
- 1976 Hugo Award in der Kategorie „Professional Editor“
- 1977 Hugo Award in der Kategorie „Professional Editor“
- 1979 Hugo Award in der Kategorie „Professional Editor“
- 1980 Balrog Award für Omni in der Kategorie „Professional Publication“
- 1982 Balrog Award für Omni in der Kategorie „Professional Publication“
- 1983 Balrog Award für for writing and editing Omni and Analog in der Kategorie „Professional Achievement“
- 1996 Science Fiction Age Readers Poll für Acts of God als beste Erzählung
- 1997 Analog Award für Appointment in Sinai als beste Kurzgeschichte
- 2001 Analog Award für Slowboat to the Stars! in der Kategorie „Fact Article“
- 2005 Gallun Award
- 2007 John W. Campbell Memorial Award für Titan
- 2008 Robert A. Heinlein Award
- 2016 First Fandom Hall of Fame Award

## Bibliografie

### Serien und Zyklen
Die Serien sind nach dem Erscheinungsjahr des ersten Teils geordnet.
Star Watch / Watchmen
- 1 The Star Conquerors (1959)
  - Deutsch: Bezwinger der Galaxis. Übersetzt von Birgit Bohusch. Moewig (Terra #443), 1966.
- 2 Star Watchman (1964)
  - Deutsch: Der Mann von der Sternenwache. Übersetzt von Birgit Bohusch. Moewig (Terra #446/447), 1966.
- 3 The Dueling Machine (1969; auch: The Duelling Machine, 1971)
  - Deutsch: Die Duellmaschine. Übersetzt von Michael K. Georgi. Bastei Lübbe Science Fiction Bestseller #22022, 1980, ISBN 3-404-22022-6.
- The Watchmen (Sammelausgabe von 2 und 3; 1994)

Kinsman
- 1 Kinsman (1979)
  - Deutsch: Kinsman. Übersetzt von Gottfried Feidel. Heyne SF&F #4031, 1983, ISBN 3-453-30972-3.
- 2 Millennium: A Novel About People and Politics in the Year 1999 (1976)
  - Deutsch: Jahrtausendwende. Übersetzt von Walter Brumm. Heyne SF&F #3577, 1978, ISBN 3-453-30472-1.
- Test in Orbit (in: Analog Science Fiction → Science Fact, September 1965)
- The Weathermakers (1966)
  - Deutsch: Projekt Tornado. Moewig (Terra Nova #32), 1968.
- Fifteen Miles (in: The Magazine of Fantasy and Science Fiction, May 1967)
  - Deutsch: Nur fünfzehn Meilen. In: Wulf H. Bergner (Hrsg.): Welt der Illusionen. Heyne SF&F #3110, 1967.
- Zero Gee (1972, in: Harlan Ellison (Hrsg.): Again, Dangerous Visions)
- Build Me a Mountain (1974, in: Jerry Pournelle (Hrsg.): 2020 Vision)
- The Lieutenant and the Folksinger (1978, in: Ben Bova: Maxwell’s Demons)
- The Kinsman Saga (Sammelausgabe von 1 und 2; 1987)

Exiles
- 1 Exiled From Earth (2 Teile in: Galaxy Magazine, January 1971 ff.)
- 2 Flight of Exiles (1972)
- 3 End of Exile (1975)
  - Deutsch: Im Exil. Übersetzt von Hilde Linnert. Heyne SF&F #3885, 1982, ISBN 3-453-30808-5.
- The Exiles Trilogy (Sammelausgabe von 1–3; 1980)

Orion
- 1 Orion (1984)
  - Deutsch: Orion steigt herab. Übersetzt von Horst Pukallus. Heyne SF&F #4392, 1987, ISBN 3-453-31392-5.
- 2 Vengeance of Orion (1988)
- 3 Orion in the Dying Time (1990)
- 4 Orion and the Conqueror (1994)
- 5 Orion Among the Stars (4 Teile in: Analog Science Fiction and Fact, May 1995 ff.)
- 6 Orion and King Arthur (2012)
- Floodtide (1977, in: Byron Preiss (Hrsg.): Weird Heroes: Volume Eight)
- Legendary Heroes (in: Dragon Magazine, #236, December 1996)

Voyagers
- 1 Voyagers (1981)
  - Deutsch: Erstkontakt. Übersetzt von Tony Westermayr. Goldmann Science Fiction #23416, 1982, ISBN 3-442-23416-6.
- 2 Voyagers II: The Alien Within (1986)
- 3 Voyagers III: Star Brothers (1990)
- 4 The Return (2009)

Sam Gunn
- Sam Gunn (in: The Magazine of Fantasy & Science Fiction, October 1983)
  - Deutsch: Sam Gunn. In: Ronald M. Hahn (Hrsg.): Kryogenese. Heyne SF&F #4169, 1985, ISBN 3-453-31131-0.
- Isolation Area (in: The Magazine of Fantasy & Science Fiction, October 1984)
- Diamond Sam (in: The Magazine of Fantasy & Science Fiction, November 1988)
- A Can of Worms (in: The Magazine of Fantasy & Science Fiction, November 1989)
- The Long Fall (in: Amazing Stories, December 1991)
- Vacuum Cleaner (in: The Magazine of Fantasy & Science Fiction, June 1991)
- Sam’s War (in: Analog Science Fiction and Fact, July 1994)
- Acts of God (in: Science Fiction Age, May 1995)
- Nursery Sam (in: Analog Science Fiction and Fact, January 1996)
- Sam and the Prudent Jurist (in: Science Fiction Age, January 1997)
- The Mark of Zorro (in: Amazing Stories, Summer 1998)
- Statement of Clark Griffith IV (1998, in: Ben Bova: Sam Gunn Forever)
- Statement of Juanita Carlotta Maria Rivera y Molina (1998, in: Ben Bova: Sam Gunn Forever)
- Statement of Lawrence V. Karsh (1998, in: Ben Bova: Sam Gunn Forever)
- Statement of Steven Achernar Wright (1998, in: Ben Bova: Sam Gunn Forever)
- Statement of the Rt. Hon. Jill McD. Meyers (1998, in: Ben Bova: Sam Gunn Forever)
- Tourist Sam (in: Analog Science Fiction and Fact, March 1998)
- Sam and the Flying Dutchman (in: Analog Science Fiction and Fact, June 2003; auch: The Flying Dutchman, 2007)
- Piker’s Peek (in: Amazing Stories, March 2005)
- Takes Two to Tangle (in: Analog Science Fiction and Fact, October 2006)
- Sam Below Par (in: Analog Science Fiction and Fact, July-August 2012)
- Rare (Off) Earth Elements (2015, in: Bryan Thomas Schmidt (Hrsg.): Mission: Tomorrow)

Sammelausgaben:
- 1 Sam Gunn, Unlimited (1992)
- 2 Sam Gunn Forever (1998)
- The Sam Gunn Omnibus (2007)

The Grand Tour
- 1 Powersat (2005)
- 2 Empire Builders (1993)
- 4 Mars (1992)
  - Deutsch: Mars. Übersetzt von Peter Robert. Heyne SF&F #6332, 1999, ISBN 3-453-16174-2.
- 6 Return to Mars (1999)
  - Deutsch: Rückkehr zum Mars. Übersetzt von Peter Robert. Heyne SF&F #6375, 2001, ISBN 3-453-18769-5.
- 8 Jupiter (2000)
  - Deutsch: Jupiter. Übersetzt von Walter Brumm. Heyne SF&F #6416, 2002, ISBN 3-453-21349-1.
- 11 Saturn (2003)
  - Deutsch: Saturn. Übersetzt von Martin Gilbert. Heyne SF&F #6467, 2004, ISBN 3-453-87916-3.
- 12 Titan (2006)
- 14 Mercury (2005)
- 15 Mars Life (2008)
- 16 Venus (2000)
  - Deutsch: Venus. Übersetzt von Martin Gilbert. Heyne SF&F #6388, 2002, ISBN 3-453-19677-5.
- 18 Leviathans of Jupiter (2011)
- 19 Farside (2013)
- 20 Earth (2019)
- Tales of the Grand Tour (2004)
- A Grand Tour Collection (Sammelausgabe von 10 Romanen und einem Erzählband; 2018)

Moonrise:
- 1 Moonrise (1996)
- 2 Moonwar (1997)

The Asteroid Wars:
- 1 The Precipice (2001)
  - Deutsch: Der Asteroidenkrieg. Übersetzt von Martin Gilbert. Heyne SF&F #6446, 2003, ISBN 3-453-87071-9.
- 2 The Rock Rats (2002)
  - Deutsch: Asteroidensturm. Übersetzt von Martin Gilbert. Heyne SF&F #6482, 2004, ISBN 3-453-52013-0.
- 3 The Silent War (2004)
  - Deutsch: Asteroidenfeuer. Übersetzt von Martin Gilbert. Heyne SF & F #52103, 2005, ISBN 3-453-52103-X.
- 4 The Aftermath (2007)
- The Asteroid Wars (Sammelausgabe von 1–3; 2004)

Star Quest Trilogy:
- 1 New Earth (2013)
- 2 Death Wave (2015)
- 3 Apes and Angels (2016)
- 4 Survival (2017)

To Save the Sun (mit A. J. Austin)
- 1 To Save the Sun (1992)
- 2 To Fear the Light (1994)

Jake Ross
- 1 Power Play (2012)
- 2 Power Surge (2015)
- 3 Power Failure (2018)

### Romane
- Out of the Sun (1968)
- Escape! (1970)
- THX 1138 (1971)
  - Deutsch: Das Drogen-Paradies. Übersetzt von Bodo Baumann. Bastei Lübbe Science Fiction Taschenbuch #21067, 1975, ISBN 3-404-00277-6. Auch als: THX 1138: Das Drogen-Paradies. Übersetzt von Bodo Baumann. Goldmann Science Fiction #23307, 1979, ISBN 3-442-23307-0.
- As on a Darkling Plain (1972)
  - Deutsch: Die dunklen Wüsten des Titan. Übersetzt von Bernt Kling. Heyne SF&F #3422, 1975, ISBN 3-453-30312-1.
- The Winds of Altair (1973)
  - Deutsch: Der Planet der Katzenwölfe. Übersetzt von Siegfried Schmitz. Boje-Weltraumabenteuer, 1975, ISBN 3-414-12930-2. Auch als: Gefahr auf dem Planeten der Katzenwölfe. Übersetzt von Siegfried Schmitz. Pelikan (Tramp-Buch #73), 1980, ISBN 3-8144-0010-0.
- When the Sky Burned (1973)
  - Deutsch: Als der Himmel Feuer fing. Übersetzt von Tony Westermayr. Goldmann Science Fiction #23402, 1982, ISBN 3-442-23402-6.
- Gremlins, Go Home! (1974; auch: Gremlins Go Home, 2002; mit Gordon R. Dickson)
- The Starcrossed (1975)
- City of Darkness (1976)
  - Deutsch: Gefangen in New York. Übersetzt von Irmela Brender. dtv junior #7817, 1981, ISBN 3-423-07817-0.
- The Multiple Man: A Novel of Suspense (1976)
  - Deutsch: Der Mehrfach-Mensch. Übersetzt von Tony Westermayr. Goldmann Science Fiction #23260, 1977, ISBN 3-442-23260-0.
- Millennium (1976)
  - Deutsch: Jahrtausendwende. Übersetzt von Walter Brumm. Heyne SF&F #3577, 1978, ISBN 3-453-30472-1.
- Colony (1978)
  - Deutsch: Die Kolonie. Übersetzt von Gottfried Feidel. Heyne SF&F #3764, 1980, ISBN 3-453-30665-1.
- Test of Fire (1982)
  - Deutsch: Feuerprobe. Übersetzt von Norbert Stresau. Heyne SF&F #4719, 1991, ISBN 3-453-04304-9.
- Privateers (1985)
- Peacekeepers (1988)
- Cyberbooks (1989)
- The Trikon Deception (1992; mit Bill Pogue)
- Triumph (1993)
- Death Dream (1994)
- Brothers (1995; auch: The Immortality Factor, 2009)
- The Green Trap (2006)
- Able One (2010)
- The Hittite (2010)
- Mars, Inc. (2013)
- Transhuman (2014)
- Rescue Mode (2014; mit Les Johnson)

### Sammlungen
- Forward in Time (1973)
- Notes to a Science Fiction Writer (1975)
- Maxwell’s Demons (1978)
- Out of the Sun (1984)
- Escape Plus (1984)
- The Astral Mirror (1985)
- Prometheans (1986)
- Battle Station (1987)
- Future Crime (1990)
- Challenges (1993)
- Twice Seven (1998)
- Hour of the Gremlins (3 Romane; 2002; mit Gordon R. Dickson)
- Laugh Lines (2008)
- New Frontiers: A Collection of Tales About the Past, the Present, and the Future (2014)
- Mercury and Prometheans (Sammelausgabe von Roman und Erzählband; 2015)

The Best of Bova (Sammlungen)
- 1 The Best of Bova: Volume 1 (2016)
- 2 The Best of Bova: Volume II (2016)
- 3 The Best of Bova: Volume III (2017)

### Kurzgeschichten
1960
- A Long Way Back (in: Amazing Stories, February 1960)

1962
- The Towers of Titan (Dr. Sidney Lee-Story; in: Amazing Stories, January 1962)
- The Next Logical Step (in: Analog Science Fact → Science Fiction, May 1962)
- Answer, Please Answer (in: Amazing Stories, October 1962)

1963
- The Dueling Machine (in: Analog Science Fact → Science Fiction, May 1963; auch: The Perfect Warrior, 1973; mit Myron R. Lewis)
  - Deutsch: Die Duelliermaschine. In: Joe Haldeman (Hrsg.): Nie wieder Krieg. Heyne SF&F #3863, 1982, ISBN 3-453-30749-6.

1964
- Men of Good Will (in: Galaxy Magazine, June 1964; mit Myron R. Lewis)
  - Deutsch: Friedfertig und guten Willens … In: Science-Fiction-Stories 55. Ullstein 2000 #105 (3195), 1975, ISBN 3-548-03195-1.

1966
- Stars, Won’t You Hide Me? (in: Worlds of Tomorrow, January 1966)
  - Deutsch: Das Ende des Universums. In: Charles G. Waugh, Martin H. Greenberg und Isaac Asimov (Hrsg.): Faszination der Science Fiction. Bastei Lübbe Science Fiction Special #24068, 1985, ISBN 3-404-24068-5.
- The Weathermakers (in: Analog Science Fiction → Science Fact, December 1966)

1967
- Talk to Me, Sweetheart (in: Beyond Infinity, November-December 1967)

1968
- The System (in: Analog Science Fiction → Science Fact, January 1968)
- Manhattan Dome (in: Amazing Stories, September 1968)

1969
- Foeman, Where Do You Flee? (Dr. Sidney Lee-Story; in: Galaxy Magazine, January 1969; auch: Foeman, 1987)

1970
- Pressure Vessel (in: Worlds of If, February 1970)
- Blood of Tyrants (in: Amazing Science Fiction, May 1970)
- Brillo (in: Analog Science Fiction/Science Fact, August 1970; mit Harlan Ellison)

1971
- A Slight Miscalculation (in: The Magazine of Fantasy and Science Fiction, August 1971)
  - Deutsch: Das große Beben. In: Wulf H. Bergner (Hrsg.): Welt der Zukunft. Heyne SF&F #3305, 1972.
- Priorities (in: Analog Science Fiction/Science Fact, December 1971)

1973
- The Man Who Saw „Gunga Din“ Thirty Times (1973, in: Roger Elwood (Hrsg.): Showcase)
- The Sightseers (1973, in: Roger Elwood (Hrsg.): Future City)
  - Deutsch: Die Touristen. In: Ulrike Becker und Claus Varrelmann (Hrsg.): Science Fiction Stories = Science Fiction Erzählungen. dtv zweisprachig, 1993, ISBN 3-423-09308-0.
- The Future of Science: Prometheus, Apollo, Athena (1973)
  - Deutsch: Die Zukunft der Wissenschaft – Prometheus, Apollo, Athene. In: Kate Wilhelm (Hrsg.): Der Plan ist Liebe und Tod. Moewig (Playboy Science Fiction #6730), 1982, ISBN 3-8118-6730-X.

1974
- The Great Supersonic Zeppelin Race (1974, in: Roger Elwood (Hrsg.): The Far Side of Time: Thirteen Original Stories)

1975
- The Shining Ones (1975, in: Ben Bova: Notes to a Science Fiction Writer)

1976
- But What If We Tried It ? (1976)
  - Deutsch: Ein letzter Versuch. In: Jack Dann und George Zebrowski (Hrsg.): Zwölfmal schneller als das Licht. Bastei Lübbe Science Fiction Special #24101, 1987, ISBN 3-404-24101-0.

1977
- Orion (1977, in: Byron Preiss (Hrsg.): Weird Heroes, Volume 6)

1978
- The Last Decision (1978, in: Judy-Lynn del Rey (Hrsg.): Stellar #4: Science-Fiction Stories)
- The Man Who… (1978, in: Ben Bova: Maxwell’s Demons)
- The Secret Life of Henry K. (1978, in: Ben Bova: Maxwell’s Demons)
- Those Who Can (1978, in: Ben Bova: Maxwell’s Demons)
- To Be or Not (1978, in: Ben Bova: Maxwell’s Demons)

1980
- Vision (in: Analog Science Fiction/Science Fact, January 1980)
  - Deutsch: Die letzten Tage der Sterblichkeit. In: Peter Wilfert (Hrsg.): Tor zu den Sternen. Goldmann Science Fiction #23400, 1981, ISBN 3-442-23400-X.
- Vince’s Dragon (1980)
  - Deutsch: Vinces Drache. In: Josh Pachter (Hrsg.): Top Fantasy. Heyne SF&F #4353, 1987, ISBN 3-453-00433-7.

1981
- Voyagers (in: Omni, August 1981)

1982
- Love Calls (1982, in: Don Myrus und Ben Bova (Hrsg.): The Best of Omni Science Fiction No. 4)
  - Deutsch: Anrufe aus Liebe. In: Don Myrus und Ben Bova (Hrsg.): Das Beste aus Omni 3. Goldmann Science Fiction #23435, 1983, ISBN 3-442-23435-2.

1983
- A Small Kindness (in: Analog Science Fiction/Science Fact, April 1983)
  - Deutsch: Eine kleine Freundlichkeit. In: Josh Pachter (Hrsg.): Top Science Fiction: Zweiter Teil. Heyne SF&F #4517, 1988, ISBN 3-453-02774-4.

1984
- The Angel’s Gift (1984, in: Ellen Datlow (Hrsg.): The First Omni Book of Science Fiction)
- Cement (in: Analog Science Fiction/Science Fact, January 1984)
- Free Enterprise (in: Analog Science Fiction/Science Fact, February 1984)
- Born Again (in: Analog Science Fiction/Science Fact, May 1984)
- Out of Time (in: Omni, November 1984)
- Escape! (1984, in: Ben Bova: Escape Plus)
- Sword Play (1984, in: Ben Bova: Escape Plus)

1985
- Primary (in: Isaac Asimov’s Science Fiction Magazine, February 1985)
  - Deutsch: Vorwahlen. In: Friedel Wahren (Hrsg.): Isaac Asimov’s Science Fiction Magazin 29. Folge. Heyne SF&F #4405, 1987, ISBN 3-453-00409-4.
- Nuclear Autumn (in: Jim Baen und Jerry Pournelle (Hrsg.): Far Frontiers, Volume II/Summer 1985)
- Amorality Tale (1985, in: Ben Bova: The Astral Mirror)
- Béisbol (in: Analog Science Fiction/Science Fact, November 1985)

1987
- Brothers (1987, in: Jack Dann und Jeanne Van Buren Dann (Hrsg.): In the Field of Fire)
- Battle Station (1987, in: Ben Bova: Battle Station)
- To Touch a Star (1987, in: Byron Preiss (Hrsg.): The Universe)
- Silent Night (in: Isaac Asimov’s Science Fiction Magazine, December 1987)
  - Deutsch: Stille Nacht. In: Stefan Lübbe und Uwe Luserke (Hrsg.): Das große Weihnachts-Buch der Phantasie. Bastei-Lübbe Paperback #28171, 1988, ISBN 3-404-28171-3.

1988
- Crisis of the Month (in: The Magazine of Fantasy & Science Fiction, March 1988)
  - Deutsch: Die Krise des Monats. In: Ronald M. Hahn (Hrsg.): Die Lärm-Verschwörung. Heyne SF&F #4673, 1990, ISBN 3-453-03937-8.
- Impact (in: Aboriginal Science Fiction, March-April 1988)
- Water Rite (in: Analog Science Fiction/Science Fact, March 1988)

1989
- The Man Who Hated Gravity (in: Analog Science Fiction and Fact, July 1989)

1990
- Fitting Suits (in: Analog Science Fiction and Fact, May 1990)
- Einstein’s Law (in: Omni, July 1990; auch: Einstein, 2007)

1992
- He Who Must Die (in: Analog Science Fiction and Fact, January 1992; mit A. J. Austin)
- Bushido (in: Analog Science Fiction and Fact, July 1992)
- Sepulcher (in: Asimov’s Science Fiction, November 1992)
  - Deutsch: Der Tabernakel. In: Friedel Wahren (Hrsg.): Isaac Asimov’s Science Fiction Magazin 44. Folge. Heyne SF&F #5196, 1994, ISBN 3-453-07962-0.

1993
- Re-Entry Shock (in: The Magazine of Fantasy & Science Fiction, January 1993)
- Thy Kingdom Come (2 Teile in: Science Fiction Age, March 1993 ff.)
  - Deutsch: Dein Reich komme. In: Wolfgang Jeschke (Hrsg.): Heyne Science Fiction Jahresband 1997. Heyne SF&F #5648, 1997, ISBN 3-453-11910-X.
- Conspiracy Theory (in: Analog Science Fiction and Fact, April 1993)
- Interdepartmental Memorandum (1993, in: Ben Bova: Challenges)
- The Mask of the Rad Death (1993, in: Ben Bova: Challenges)
- World War 4.5 (1993, in: Ben Bova: Challenges)

1994
- Inspiration (in: The Magazine of Fantasy & Science Fiction, April 1994)
  - Deutsch: Inspirationen. In: Ronald M. Hahn (Hrsg.): Der dreifache Absturz des Jeremy Baker. Heyne SF&F #5649, 1997, ISBN 3-453-11921-5.
- Interdepartmental Memo (1994, in: Ben Bova: Challenges)

1995
- In Trust (1995, in: Edward E. Kramer und Peter Crowther (Hrsg.): Tombs)
- Life as We Know It (in: The Magazine of Fantasy & Science Fiction, September 1995)

1996
- Risk Assessment (1996, in: Roger Zelazny (Hrsg.): The Williamson Effect)
- Appointment in Sinai (in: Analog Science Fiction and Fact, June 1996)
- The Great Moon Hoax or A Princess of Mars (in: The Magazine of Fantasy & Science Fiction, September 1996)
  - Deutsch: Die Marsprinzessin. In: Ronald M. Hahn (Hrsg.): Die Marsprinzessin. Heyne SF&F #6330, 1999, ISBN 3-453-15663-3.
- The Great Moon Hoax or a Mars Princess (1996)
  - Deutsch: Die Marsprinzessin. In: Ronald M. Hahn (Hrsg.): Die Marsprinzessin. Heyne SF&F #6330, 1999, ISBN 3-453-15663-3.

1997
- The Babe, the Iron Horse, and Mr. McGillicuddy (in: Asimov’s Science Fiction, March 1997; mit Rick Wilber)
- Lower the River (Reihe Probability Zero; in: Analog Science Fiction and Fact, June 1997)
- The Café Coup (in: The Magazine of Fantasy & Science Fiction, September 1997)
  - Deutsch: Der Cafehaus-Putsch. In: Ronald M. Hahn (Hrsg.): Der Tod im Land der Blumen. Heyne SF&F #5980, 1998, ISBN 3-453-14009-5.
- Cafe Coup (1997)
  - Deutsch: Der Cafehaus-Putsch. In: Ronald M. Hahn (Hrsg.): Der Tod im Land der Blumen. Heyne SF&F #5980, 1998, ISBN 3-453-14009-5.
- Dein Reich komme. In: Wolfgang Jeschke (Hrsg.): Heyne Science Fiction Jahresband 1997. Heyne SF&F #5648, 1997, ISBN 3-453-11910-X.

1998
- The Question (in: Analog Science Fiction and Fact, January 1998)
- Remember, Caesar… (in: The Magazine of Fantasy & Science Fiction, March 1998; auch: Remember, Caesar)
- The Quest for Steel (in: Dragon Magazine, #248, June 1998)
- Delta Vee (1998, in: Ben Bova: Twice Seven)

1999
- Mount Olympus (in: Analog Science Fiction and Fact, February 1999)
- Charger (in: Dragon Magazine, #257, March 1999)
- Red Sky at Morning (in: Analog Science Fiction and Fact, May 1999)
- Dux Bellorum (in: Dragon Magazine, #263, September 1999)

2000
- Greenhouse Chill (in: Analog Science Fiction and Fact, January 2000)
- Eternal Verities, Eternal Questions (in: Nature, March 30, 2000)
- Death on Venus (in: Analog Science Fiction and Fact, March 2000)
- Power & Glory (in: Dragon Magazine, #274, August 2000)
- High Jump (in: Amazing Stories, Summer, 2000)

2001
- Enchantment (in: Dragon Magazine, #285, July 2001)

2003
- Monster Slayer (in: Absolute Magnitude & Aboriginal Science Fiction, Fall 2003)
- Guinevere’s Fate (in: Dragon Magazine, #311, September 2003)

2004
- Leviathan (2004, in: Ben Bova: Tales of the Grand Tour)
- Muzhestvo (2004, in: Ben Bova: Tales of the Grand Tour)

2005
- The Supersonic Zeppelin (in: Analog Science Fiction and Fact, January-February 2005)

2006
- Duel in the Somme (in: Apex Science Fiction & Horror Digest #6, Summer 2006)

2007
- Armstrong Spaceport (2007, in: Ben Bova: The Sam Gunn Omnibus)
- Asteroid Ceres (2007, in: Ben Bova: The Sam Gunn Omnibus)
- The Audition (2007, in: Ben Bova: The Sam Gunn Omnibus)
- Bridge Ship Golden Gate (2007, in: Ben Bova: The Sam Gunn Omnibus)
- Bridge Ship Golden Gate [2] (2007, in: Ben Bova: The Sam Gunn Omnibus)
- Decisions, Decisions (2007, in: Ben Bova: The Sam Gunn Omnibus)
- Disappearing Act (2007, in: Ben Bova: The Sam Gunn Omnibus)
- Grandfather Sam (2007, in: Ben Bova: The Sam Gunn Omnibus)
- Habitat New Chicago (2007, in: Ben Bova: The Sam Gunn Omnibus)
- The Hospital and the Bar (2007, in: Ben Bova: The Sam Gunn Omnibus)
- Lagrange Habitat Jefferson (2007, in: Ben Bova: The Sam Gunn Omnibus)
- The Maitre d’ (2007, in: Ben Bova: The Sam Gunn Omnibus)
- Orchestra(ted) Sam (2007, in: Ben Bova: The Sam Gunn Omnibus)
- The Pelican Bar (2007, in: Ben Bova: The Sam Gunn Omnibus)
- Pierre D’Argent (2007, in: Ben Bova: The Sam Gunn Omnibus)
- The Prudent Jurist (2007, in: Ben Bova: The Sam Gunn Omnibus)
- Reviews (2007, in: Ben Bova: The Sam Gunn Omnibus)
- The Sea of Clouds (2007, in: Ben Bova: The Sam Gunn Omnibus)
- Selene City (2007, in: Ben Bova: The Sam Gunn Omnibus)
- The Show Must Go On! (2007, in: Ben Bova: The Sam Gunn Omnibus)
- Solar News Headquarters, Selene (2007, in: Ben Bova: The Sam Gunn Omnibus)
- Solar News Offices, Selene City (2007, in: Ben Bova: The Sam Gunn Omnibus)
- Space Station Alpha (2007, in: Ben Bova: The Sam Gunn Omnibus)
- Space University (2007, in: Ben Bova: The Sam Gunn Omnibus)
- Statement of Juanita Carlotta Maria Rivera y Queveda (2007, in: Ben Bova: The Sam Gunn Omnibus)
- Steven Achernar Wright (2007, in: Ben Bova: The Sam Gunn Omnibus)
- The Supervisor’s Tale (2007, in: Ben Bova: The Sam Gunn Omnibus)
- Surprise, Surprise (2007, in: Ben Bova: The Sam Gunn Omnibus)
- Titan (2007, in: Ben Bova: The Sam Gunn Omnibus)
- Torch Ship Hermes (2007, in: Ben Bova: The Sam Gunn Omnibus)
- Two Years Before the Mast (2007, in: Ben Bova: The Sam Gunn Omnibus)
- Zoilo Hashimoto (2007, in: Ben Bova: The Sam Gunn Omnibus)
- Jovian Dreams (in: Thrilling Wonder Stories, Summer 2007)

2008
- Waterbot (in: Analog Science Fiction and Fact, June 2008)
- Moon Race (in: Jim Baen’s Universe, December 2008)

2010
- Scheherazade and the Storytellers (2010, in: Elizabeth Anne Hull (Hrsg.): Gateways)

2012
- A Country for Old Men (2012, in: Les Johnson und Jack McDevitt (Hrsg.): Going Interstellar)

2013
- Mars Farts (in: Free Stories 2013)
- The Water Thief (2013, in: The Callahan Kids: Tales of Life on Mars)

2014
- Bloodless Victory (2014, in: Ben Bova: New Frontiers: A Collection of Tales About the Past, the Present, and the Future)
- A Pale Blue Dot (2014, in: Ben Bova: New Frontiers: A Collection of Tales About the Past, the Present, and the Future)
- We’ll Always Have Paris (2014, in: Ben Bova: New Frontiers: A Collection of Tales About the Past, the Present, and the Future; auch: We’ll Always Have Paris, 2017)
- Old Timer’s Game (2014, in: Ben Bova und Eric Choi: Carbide Tipped Pens: Seventeen Tales of Hard Science Fiction)

### Anthologien
- The Many Worlds of Science Fiction (1971)
- The Science Fiction Hall of Fame, Volume Two: The Greatest Science Fiction Novellas of All Time Chosen by the Science Fiction Writres of America (2 Bände; 1973)
- Science Fiction Hall of Fame: The Novellas (3 Bände; 1975)
- The Best of the Nebulas (1989)
- Future Quartet: Earth in the Year 2042: A Four-Part Invention (1994; mit Frederik Pohl, Jerry Pournelle und Charles Sheffield)
- Carbide Tipped Pens: Seventeen Tales of Hard Science Fiction (2014; mit Eric Choi)

Analog Anthologien
- Analog 9 (1973)
- Analog Annual (1976)
- Analog Yearbook (1978)
- The Best of Analog (1978)

Three By …
- 1 Aliens (1977)
- 2 Exiles (1977)
- 3 Novella: 3 (1978)

Omni Science Fiction – The Best of Omni Science Fiction (mit Don Myrus)
- 1 The Best of Omni Science Fiction (1980)
- 2 The Best of Omni Science Fiction No. 2 (1981)
  - Deutsch: Das Beste aus Omni 1. Goldmann Science Fiction #23421, 1983, ISBN 3-442-23421-2.
- 3 The Best of Omni Science Fiction No. 3 (1982)
  - Deutsch: Das Beste aus Omni 2. Goldmann Science Fiction #23422, 1983, ISBN 3-442-23422-0.
- 4 The Best of Omni Science Fiction No. 4 (1982)
  - Deutsch: Das Beste aus Omni 3. Goldmann Science Fiction #23435, 1983, ISBN 3-442-23435-2.

Nebula Awards (Anthologien)
- 42 Nebula Awards Showcase 2008

Titan (deutsche Anthologienserie; hrsg. zusammen mit Wolfgang Jeschke)
- Titan 8. Heyne SF&F #3597, 1978, ISBN 3-453-30504-3.
- Titan 10. Heyne SF&F #3633, 1979, ISBN 3-453-30545-0.
- Titan 11. Heyne SF&F #3651, 1979, ISBN 3-453-30564-7.
- Titan 12. Heyne SF&F #3669, 1979, ISBN 3-453-30586-8.
- Titan 13. Heyne SF&F #3691, 1980, ISBN 3-453-30611-2.
- Titan 14. Heyne SF&F #3734, 1980, ISBN 3-453-30637-6.
- Titan 16. Heyne SF&F #3827, 1981, ISBN 3-453-30729-1.

### Sachliteratur
- The Milky Way Galaxy (1961)
- In Quest of Quasars: An Introduction to Stars and Starlike Objects (1969)
- The Fourth State of Matter: Plasma Dynamics and Tomorrow’s Technology (1971)
- The Amazing Laser (1971)
- The New Astronomies (1972)
- Man Changes the Weather (1973)
- The Analog Science Fact Reader (1974)
- In Quest of Quasars (1975)
- Science-Who Needs it? (1975)
- Viewpoint (1977)
- Closeup: New Worlds (1977; mit Trudy E. Bell)
- The Seeds of Tomorrow (1977)
- Through Eyes of Wonder (1977)
- The High Road (1981)
- Vision of the Future: The Art of Robert McCall (1982; mit Robert McCall)
- Assured Survival: Putting the Star Wars Defense in Perspective (1984)
- Star Peace (1986)
- Welcome to Moonbase (1987)
- Interactions: A Journey Through the Mind of a Particle Physicist and the Matter of This World (1988; mit Sheldon L. Glashow)
- First Contact: The Search for Extraterrestrial Intelligence (1990; mit Byron Preiss)
- The Craft of Writing Science Fiction That Sells (1995)
- Space Travel (1997; mit Anthony R. Lewis)
- Immortality: How Science Is Extending Your Life Span (1998)
- Are We Alone in the Cosmos?: The Search for Alien Contact in the New Millennium (1999; mit Byron Preiss)
- The Story of Light (2001)
- Faint Echoes, Distant Stars: The Science and Politics of Finding Life Beyond Earth (2004)